# 893
سنة 893 م كانت سنة بسيطة تبدأ يوم الإثنين (الرابط يظهر نموذج التقويم الكامل للسنة) من التقويم اليولياني. بدأت تسمية السنة ب893 منذ العصور الوسطى المبكرة، عندما أصبح تقويم أنو دوميني هو الأسلوب السائد في أوروبا لتسمية السنوات.

## مواليد
- أبو محمد الهمداني جغرافي عربي في القرن الثالث الهجري صاحب كتاب صفة جزيرة العرب وكتاب الإكليل للهمداني
- القائم بأمر الله الفاطمي
- حمزة الأصفهاني مؤرخ وأديب من أهل أصفهان
- لودفيش الطفل

## وفيات
- ابن طيفور